# ぼくはひこうき
「ぼくはひこうき」は、1989年12月から1990年1月まで、NHKの音楽番組『みんなのうた』で放送された楽曲。作詞：ふせあやこ、作曲：森島達雄、編曲：鎌田裕美子、歌：東京放送児童合唱団。